# 토마시 쿠슈차크
토마시 미로슬라프 쿠슈차크(폴란드어: Tomasz Mirosław Kuszczak, 1982년 3월 20일, 폴란드 크로스노오잔스키에 ~ )은 폴란드의 전 축구 선수이다.
쿠슈차크는 폴란드의 클럽 실롱스크 브로츠와프와 독일의 클럽 KFC 위르딩겐 05, 그리고 헤르타 베를린을 거쳐 2004년 7월 웨스트 브로미치 앨비언 FC으로 이적하였다. 당시는 완전한 무명이었으나, 그 시즌 맨체스터 유나이티드 FC와의 어웨이 경기에서 부상을 당한 주전 골키퍼를 대신하여 교체 투입되어 신들린 선방을 펼쳐 1:1 무승부를 이끌어 내었다. 그 결과로 그 시즌에서 소속 팀이 강등을 피할 수 있는 주춧돌이 되었으며, 알렉스 퍼거슨 감독에게 강한 인상을 남겼다.
2005-2006 시즌부터 웨스트 브로미치 앨비언 FC의 주전 골키퍼로 활약하였고 시즌 내내 맹활약을 펼쳤다. 2006-2007 시즌 1년 임대 형식으로 맨체스터 유나이티드 FC에 입단하였으며 2007-2008 시즌을 앞두고 완전 이적했다.
2007-2008에는 에드빈 판 데르 사르가 버밍엄 시티 FC와의 경기에서 부상으로 교체되어 뛰어난 활약을 펼쳤고 주중에 열린 AS 로마와의 경기에서도 뛰어난 활약을 펼쳤고 팀은 웨인 루니의 골로 1:0 승리를 거두었다. 그 후에도 본인이 나온 경기에서는 매우 좋은 활약을 펼쳤으나 포츠머스 FC FA컵 8강 경기에서는 퇴장을 당해 페널티킥을 허용하여 팀은 0:1 패배를 당하고 말았다.
쿠슈차크는 폴란드 U-21 팀에서 14번 출장했고, 폴란드 축구 국가대표팀의 2006년 FIFA 월드컵 명단에도 포함되었으나, 아르투르 보루츠에게 밀려 한 경기도 출전하지 못하였다.
2009-2010 시즌에는 벤 포스터와의 주전 경쟁으로 힘겨운 시즌 초반을 보냈지만 주전 골키퍼 에드빈 판 데르 사르가 아내의 간호로 인해 잠시 이탈함에 따라 반 데사르의 자리를 메꾸게 되었고 시즌 중반 수비진 대 붕괴 상황에서 뛰어난 활약을 펼쳐 단 7실점 만을 허용하는 등 좋은 활약을 펼쳤다.
2010-2011 시즌에는 에드빈 판 데르 사르와의 경쟁에서 밀려 많은 경기를 뛰지 못하였고 결국 블랙번 로버스 FC 전에서 위험한 플레이를 보여주며 실점 위기를 여러차례 허용하였다. 결국 그는 크로스를 쳐내지 못하고 결국 브렛 에머턴에 결국 선제골을 허용하였고. 후반 중반 웨인 루니의 페널티킥으로 간신히 1:1 무승부를 만들었다. 이 경기를 이후로 그는 알렉스 퍼거슨 감독의 신뢰를 조금씩 잃어 간다.
2011-2012 시즌에는 린데가르트와 데 헤아에게 주전 경쟁에서 밀려 출장하지 못했다. 또한 자신보다 한 수 이상 아래인 벤 아모스와 샘 존스턴에게도 밀려 알렉스 퍼거슨 감독의 신뢰를 완전히 잃어버렸다. 결국 맨유에서 주전 경쟁에 밀려 풋볼 리그 챔피언십의 왓퍼드 FC로 임대 이적하였다. 시즌 후 맨유와 결별하고 챔피언십의 브라이턴 앤 호브 앨비언 FC로 이적했다. 그 뒤 챔피언십의 브라이턴 앤 호브 앨비언 FC에서도 자리를 잡지 못하고 울버햄튼 원더러스 FC로 이적을 갔다.
2015년 7월 잉글랜드 챔피언쉽의 버밍엄 시티로 이적했다.

## 수상

#### 맨체스터 유나이티드
- 프리미어리그 우승 (2006-07), (2007-08), (2008-09)
- FA 커뮤니티 실드 우승 (2007), (2008)
- UEFA 챔피언스리그 우승 (2007-08)
- FIFA 클럽 월드컵 우승 (2008)
- 풋볼 리그 컵 우승 (2009), (2010)